# 6042 Cheshirecat
6042 Cheshirecat este o planetă minoră (asteroid) din Mars-crossing asteroid⁠(d). A fost descoperită pe 23 noiembrie 1990 la JCPM Yakiimo Station⁠(d) de Akira Natori⁠(d) și a fost numită după Pisica de Cheshire. 
Obiectul prezintă o orbită caracterizată de o semiaxă mare de 3,0393858 UAi, o excentricitate de 0,46, o înclinație de 15,88579 ° în raport cu ecliptica.